# Wehikuł czasu (film 2002)
Wehikuł czasu (ang. The Time Machine) – amerykański film fantastycznonaukowy z 2002 roku w reżyserii Simona Wellsa. Kolejna, po powstałej w 1960 roku, filmowa adaptacja klasycznej powieści pod tym samym tytułem z 1895 roku autorstwa Herberta George’a Wellsa, będącego pradziadkiem reżysera. Zdjęcia kręcono w stanie Nowy Jork (Nowy Jork, Schenectady, Poughkeepsie, Troy) oraz w Los Angeles.
W 2009 roku norweski kompozytor Waterflame stworzył piosenkę „Time Machine” z wykorzystaniem dialogów z filmu.

## Fabuła
Fabuła znacznie się różni od książki i bardziej niż na niej bazuje na jej ekranizacji z 1960 roku, która też wprowadziła spore zmiany w fabule.
Akcja filmu zaczyna się w Nowym Jorku w roku 1899. Alexander Hartdegen (Guy Pearce) to marzyciel i zapalony wynalazca. Osobista tragedia powoduje, że próbuje on zmienić bieg czasu. Odkrywa jednak, że nie można zmienić przeznaczenia. Zrozpaczony w poszukiwaniu odpowiedzi na dręczące go pytania, postanawia wyruszyć w podróż do przyszłości, podczas której obserwuje niemal całkowitą samozagładę ludzkości. Trafia do czasów, gdzie ludzie podzielili się na dwie rasy: Elojów i rządzących nimi Morloków. Alexander zauroczony niemal rajskim życiem bezbronnych Elojów postanawia stać się ich nauczycielem. Towarzyszy mu w tym piękna Mara. Wynalazca nie przeczuwa jednak nadchodzącego niebezpieczeństwa. Życie Elojów, na pozór sielankowe, jest w rzeczywistości nieustającą walką o przetrwanie, gdyż są oni regularnie atakowani przez mięsożernych Morloków.

## Obsada
- Guy Pearce - Alexander Hartdegen
- Samantha Mumba - Mara
- Jeremy Irons - Uber-Morlock
- Mark Addy - Dr Philby
- Orlando Jones - Vox, NY-114
- Sienna Guillory - Emma
- Phyllida Law - Pani Watchit

i inni. 